# Engelhartszell
Engelhartszell es un municipio situado en el distrito de Schärding en el estado austriaco de la Alta Austria. Tiene un población de 493 personas.

## Geografía
Engelhartszell se encuentra en el valle superior del Danubio, en Innviertel. Alrededor del 57 por ciento de la municipalidad se compone de bosques, y el 28 por ciento es tierra de cultivo.

## Lugares de interés
- Abadía de Engelszell